# Louis Seydler
Ernst Louis Seydler (* 9. Januar 1839 in Schönau; † 6. Dezember 1896 in Limbach) war ein deutscher konservativer Politiker.

## Leben und Wirken
Der Sohn des Franz Seydler in Schönau war seit 1870 Mitglied des Gemeinderats von Limbach. Nachdem dieses 1883 zur Stadt erhoben worden war, gehörte er dem Stadtrat an. Von 1893 bis zu seinem Tod vertrat er den 14. städtischen Wahlkreis in der II. Kammer des Sächsischen Landtags. Zu seinem Nachfolger wurde in einer Nachwahl Karl Grünberg (SPD) bestimmt.